# Shahrestān di Piranshahr
Lo shahrestān di Piranshahr (farsi شهرستان پیرانشهر مکریان) è uno dei 17 shahrestān dell'Azarbaijan occidentale, in Iran. Il capoluogo è Piranshahr. Lo shahrestān è suddiviso in 2 circoscrizioni (bakhsh): 
- Centrale (بخش مرکزی)
- Lacan (بخش لاجان)